# Helmut Mayer
Helmut Mayer (ur. 4 marca 1966 w Waiern) – austriacki narciarz alpejski, wicemistrz olimpijski i wicemistrz świata.

## Kariera
Pierwszy sukces w karierze Helmut Mayer osiągnął w 1984 roku, kiedy podczas mistrzostw świata juniorów w Sugarloaf zdobył srebrny medal w gigancie. W zawodach tych wyprzedził go jedynie jego rodak, Rudolf Nierlich. W zawodach Pucharu Świata zadebiutował w sezonie 1986/1987. Pierwsze pucharowe punkty wywalczył 15 grudnia 1986 roku w Alta Badia, gdzie zajął czternaste miejsce w gigancie. Na podium zawodów tego cyklu pierwszy raz stanął 19 grudnia 1987 roku w Kranjskiej Gorze, gdzie zwyciężył w tej samej konkurencji. W kolejnych latach jeszcze cztery razy stawał na podium, jednak nie odnosił już zwycięstw. Najpierw był trzeci w gigancie 19 stycznia w Saas-Fee i 30 stycznia 1988 roku w Schladming, a następnie 8 stycznia 1989 roku w Laax i 18 lutego 1989 roku w Aspen trzeci był w supergigancie. Najlepsze wyniki osiągał w sezonie 1987/1988, kiedy w klasyfikacji generalnej był dwunasty, a w klasyfikacji giganta był trzeci za Włochem Alberto Tombą i Hubertem Strolzem. Był też między innymi dziewiąty w tej klasyfikacji i ósmy w supergigancie w sezonie 1988/1989.
W 1988 roku wystartował na igrzyskach olimpijskich w Calgary, gdzie zdobył srebrny medal w supergigancie. W zawodach tych rozdzielił na podium Francuza Francka Piccarda oraz Larsa-Börje Erikssona ze Szwecji. Parę dni później zajął także siódme miejsce w gigancie. Zdobył ponadto srebrny medal w slalomie gigancie na rozgrywanych rok później mistrzostwach świata w Vail. Tym razem uplasował się o 1,62 sekundy za Rudolfem Nierlichem, a o 0,10 sekundy przed Pirminem Zurbriggenem ze Szwajcarii. Mayer wielokrotnie zdobywał medale mistrzostw Austrii, w tym złote w gigancie w latach 1986, 1991 i 1993 oraz supergigancie w 1989 roku. W 1994 roku zakończył karierę.
Jego syn, Matthias, również uprawiał narciarstwo alpejskie.

## Osiągnięcia

### Igrzyska olimpijskie
| Miejsce | Dzień     | Rok  | Miejscowość | Konkurencja | Czas biegu | Strata | Zwycięzca      |
| ------- | --------- | ---- | ----------- | ----------- | ---------- | ------ | -------------- |
| 2.      | 21 lutego | 1988 | Calgary     | Supergigant | 1:39,66    | +1,30  | Franck Piccard |
| 7.      | 25 lutego | 1988 | Calgary     | Gigant      | 2:06,37    | +2,72  | Alberto Tomba  |

### Mistrzostwa świata
| Miejsce | Dzień       | Rok  | Miejscowość   | Konkurencja | Czas biegu | Strata | Zwycięzca          |
| ------- | ----------- | ---- | ------------- | ----------- | ---------- | ------ | ------------------ |
| DNF     | 4 lutego    | 1987 | Crans-Montana | Gigant      | 2:32,38    | -      | Pirmin Zurbriggen  |
| 25.     | 8 lutego    | 1989 | Vail          | Supergigant | 1:38,81    | +2,13  | Martin Hangl       |
| 2.      | 9 lutego    | 1989 | Vail          | Gigant      | 2:37,66    | +1,62  | Rudolf Nierlich    |
| 19.     | 23 stycznia | 1991 | Saalbach      | Supergigant | 1:26,73    | +3,56  | Stephan Eberharter |
| 20.     | 3 lutego    | 1991 | Saalbach      | Gigant      | 2:29,94    | +4,98  | Rudolf Nierlich    |

### Mistrzostwa świata juniorów
| Miejsce | Dzień     | Rok  | Miejscowość | Konkurencja | Czas biegu | Strata | Zwycięzca       |
| ------- | --------- | ---- | ----------- | ----------- | ---------- | ------ | --------------- |
| 2.      | 21 lutego | 1984 | Sugarloaf   | Gigant      | 2:53,64    | +3,16  | Rudolf Nierlich |

### Puchar Świata

#### Miejsca w klasyfikacji generalnej
- sezon 1986/1987: 35.
- sezon 1987/1988: 12.
- sezon 1988/1989: 19.
- sezon 1989/1990: 68.
- sezon 1990/1991: 63.
- sezon 1991/1992: 82.
- sezon 1992/1993: 104.
- sezon 1993/1994: 88.

#### Miejsca na podium chronologicznie
| Nr | Dzień       | Rok  | Miejscowość   | Konkurencja | Czas biegu | Lok. | Strata | Zwycięzca           |
| -- | ----------- | ---- | ------------- | ----------- | ---------- | ---- | ------ | ------------------- |
| 1. | 19 grudnia  | 1987 | Kranjska Gora | gigant      | 2:27,08    | 1.   | –      | –                   |
| 2. | 19 stycznia | 1988 | Saas-Fee      | gigant      | 2:35,73    | 3.   | +2,31  | Alberto Tomba       |
| 3. | 30 stycznia | 1988 | Schladming    | gigant      | 2:46,03    | 3.   | +0,49  | Rudolf Nierlich     |
| 4. | 8 stycznia  | 1989 | Laax          | supergigant | 1:16,80    | 3.   | +0,66  | Martin Hangl        |
| 5. | 18 lutego   | 1989 | Aspen         | supergigant | 1:18,29    | 3.   | +0,31  | Lars-Börje Eriksson |